# Spinkarstwo

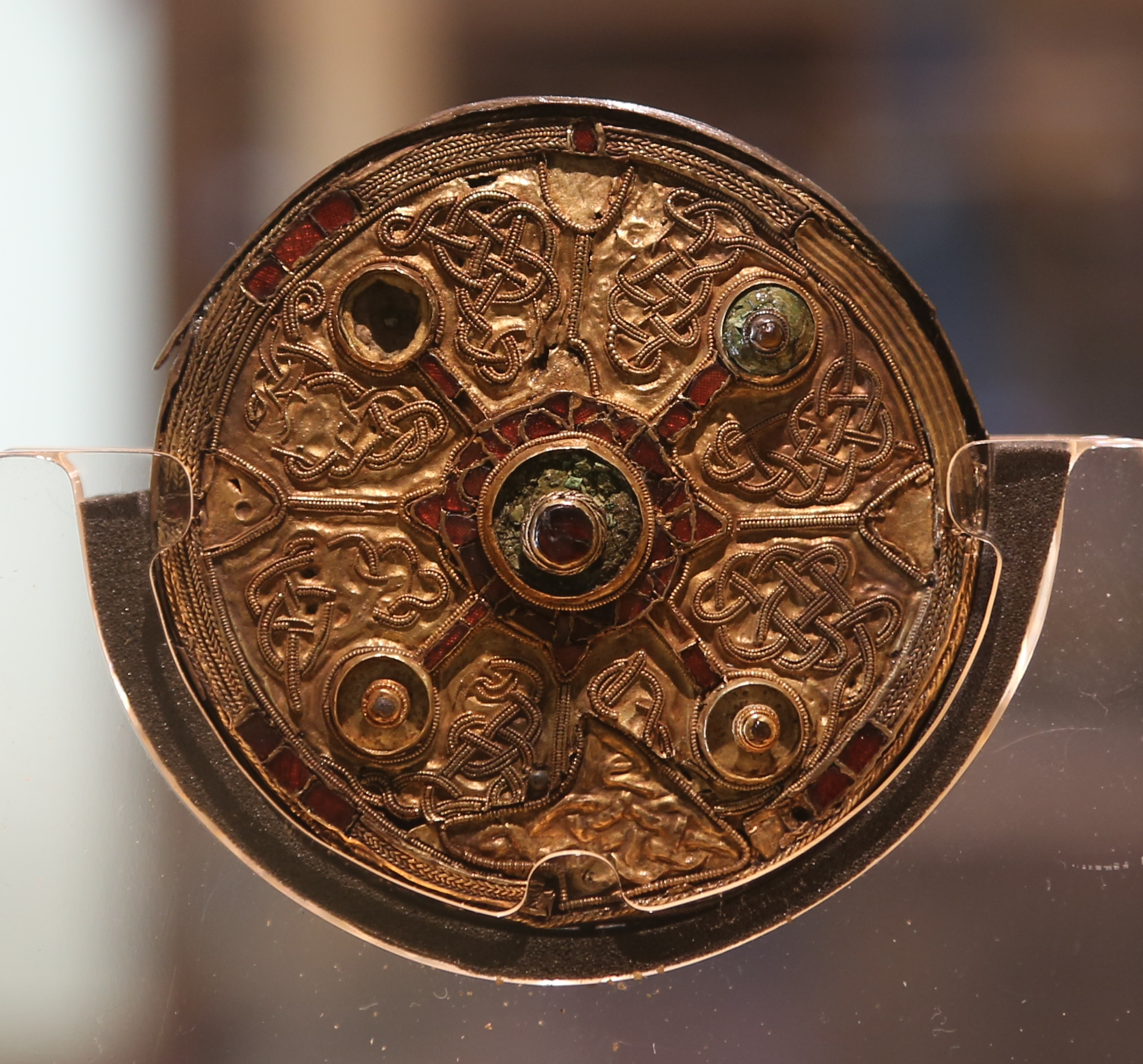
Gotowy wyrób – brosza z Harford (Anglia).

Spinkarstwo – dziedzina metaloplastyki zajmująca się wyrobem broszek, zapięć, klamer, sprzączek i spinek góralskich (od których pochodzi nazwa rzemiosła). Spinki stanowiły dawniej ważny element stroju ludowego toteż rzemiosło zajmujące się ich wyrobem było bardzo popularne. W spinkarstwie wykorzystywało się ołów, alpakę, srebro i stopy mosiądzu. do wyrobu spinek rzemieślnik wykorzystywał następujące narzędzia: nożyce do cięcia metalu, młoteczek, pilnik, rylce i stemple. Proces wyrobu spinek był różny w zależności z jakiego metalu były wykonywane.